# Бейсин (Монтана)

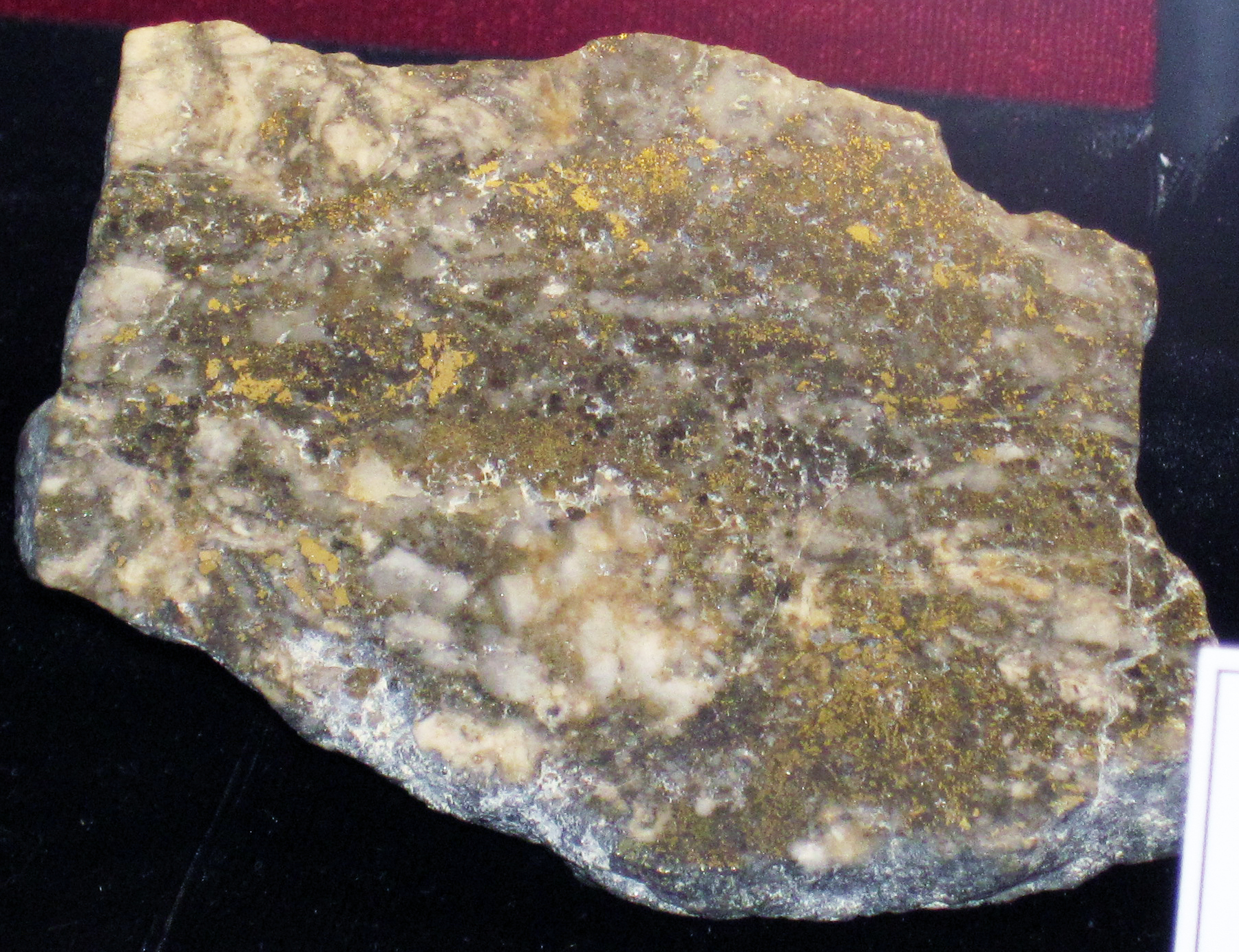
Образцы золота и кварца с рудника Джиб в Бейсине

Бейсин — некорпоративное сообщество и статистически обособленная местность (СОМ) в округе Джефферсон, штат Монтана, США. 
Она находится на расстоянии примерно 10 миль (16 км) к юго-востоку от Континентального водораздела в высоком узком каньоне вдоль межштатной автомагистрали 15 примерно на полпути между городами Бьютт и Хелена. Река Бейсин-Крик протекает с севера на юг через Бейсин и впадает в реку Боулдер на южной стороне поселения. По данным переписи 2010 года, численность населения составляла 212 человек , что меньше, чем 255 человек по данным переписи 2000 года.
Археологи обнаружили свидетельства пребывания здесь человека 10 000 лет назад на участке около Клэнси, 20 миль (32 км) к северо-востоку от Бейсина. Примерно с 2000 г. до н. э. и до середины XIX века кочевые племена охотились на бизонов в травянистых долинах, простирающихся на восток от Скалистых гор. К тому времени как старатели обнаружили золото в ручьях в районе Бейсина и его окрестностях, большинство этих индейских племен были вынуждены переселиться в резервации по решению правительства США.
Бейсин расположен над батолитом Боулдера, вмещающей породой для многих ценных минеральных руд, обнаруженных в этой части Монтаны. После того как город стал центром добычи золота и серебра, численность населения Бейсина достигла пика в 1500 человек в первом десятилетии XX века, но постепенно сокращалась по мере истощения рудников. Заброшенное горное оборудование, закрытые или забаррикадированные входы в шахты, а также руины плавильного завода и обогатительной фабрики остаются в Бейсине и в XXI веке.
Исторические здания времен расцвета Бейсина составляют большую часть центра делового района СОМ, который включает в себя пожарную часть, почтовое отделение, два ресторана, бар, коммерческую галерею и небольшие специализированные магазины. В Бейсине есть небольшая начальная школа, собственная система водоснабжения и маломощная радиостанция. Местные волонтеры и избранные попечители оказывают ограниченные услуги поселению, однако оно полагается на правительство округа Джефферсон в вопросах обеспечения правопорядка и предоставления других услуг. С 1993 по 2011 год в Бейсине располагался приют художников штата Монтана.

## История

### Первые люди
Археологи полагают, что первые люди, поселившиеся в Монтане, вероятно, перешли из Азии в Северную Америку по Берингову перешейку, который существовал во время последнего крупного ледникового периода около 12 000 лет назад. Поскольку середина континента была покрыта ледяными покровами, люди, мигрировавшие на юг, делали это по тропам вдоль краёв ледников, растаявших из-за сезонного потепления. Считается, что одна из таких троп, называемая Большой северной тропой, шла вдоль Скалистых гор в Монтану, проходя недалеко от Хелены, в 39 км к северу от Бейсина и далее в восточно-центральную часть штата. Доказательства пребывания этих ранних палеоиндейцев или людей Кловис были обнаружены в трёх местах, одно из них — местонахождение МакХаффи около Клэнси, примерно в 32 км к северу от Бейсина. Возраст артефактов Клэнси оценивается в 10 000 лет. Считается, что люди культуры Кловис исчезли примерно в 4000–5000 годах до н. э., когда климат Монтаны стал более сухим и не мог поддерживать популяции животных, необходимые Кловис для выживания.

## Климат
Июль и август, как правило, самые теплые месяцы в Боулдере, находящемся примерно в 9 миль (14 км) к востоку от Бейсина, а декабрь и январь — самые холодные. Май и июнь — самые дождливые месяцы, когда выпадает в общей сложности около 4 дюйма (101,6000000 мм) осадков.  Наблюдения за погодой велись в Бейсине с июня 1949 года по ноябрь 1970 года, но содержали только данные об осадках и снегопаде.